# Sint-Johanneskathedraal (Kamień Pomorski)
De Sint-Johanneskathedraal (Pools: Konkatedra św. Jana Chrzciciela) in de Poolse stad Kamień Pomorski (Duits: Cammin of Kammin) is met de Sint-Jacobuskerk in Szczecin de cokathedraal van het aartsbisdom Szczecin-Kamień. Het gebouw geldt als de grootste kerk van Pommeren.

## Geschiedenis

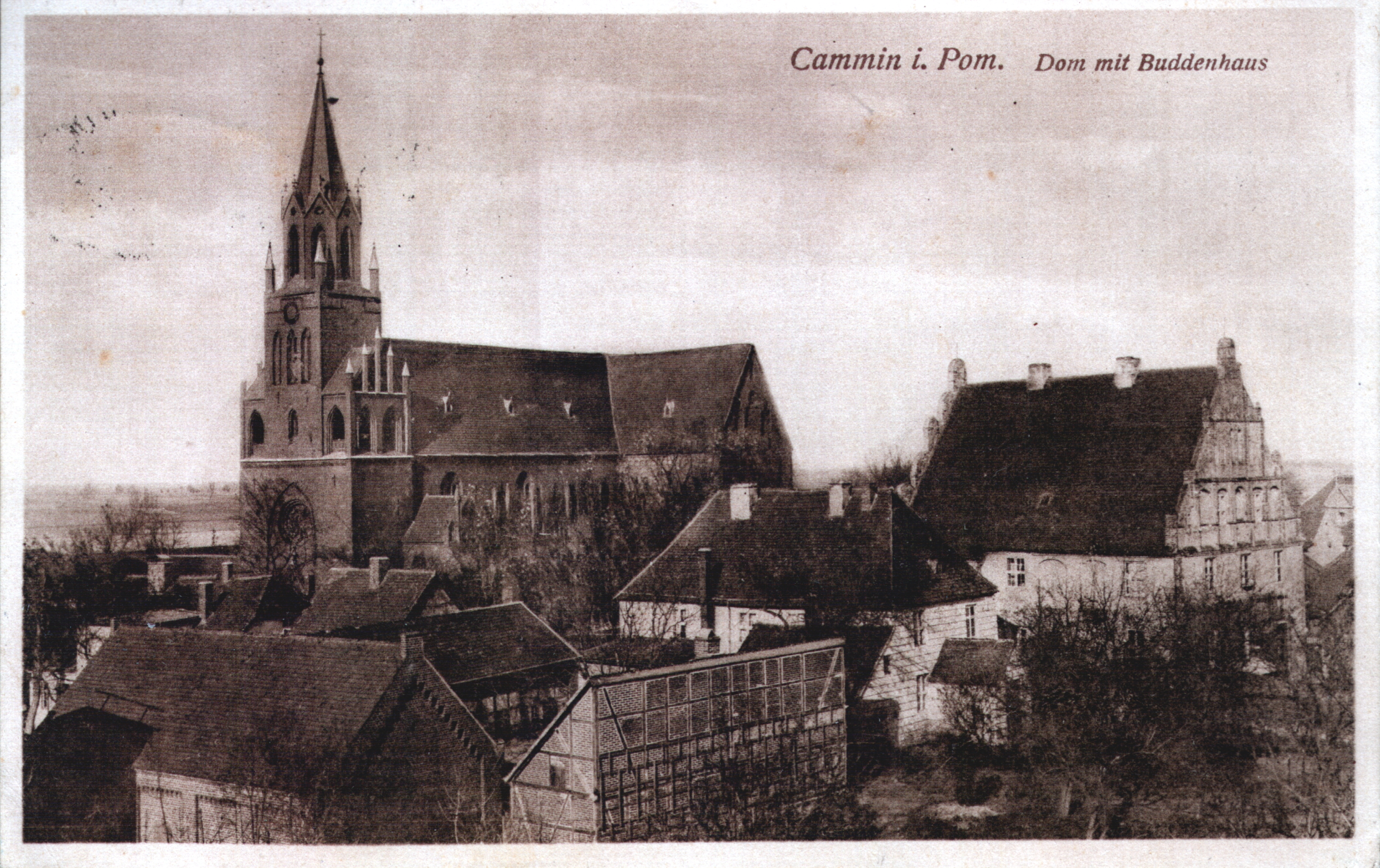
Het aanzien van de kerk in 1933 met de nog neogotische torenopbouw

Hertog Casimir I van Pommeren liet als voorganger van de kathedraal in het jaar 1176 een houten kerk oprichten nadat de Denen de stad Wollin hadden verwoest en het noodzakelijk werd de bisschopszetel van Pommeren te verplaatsen naar het naburige en versterkte Cammin. Cammin zou tot 1810 de bisschopszetel blijven. Ook nadat de zetel naar Kolberg was verhuisd, bleef Cammin de zetel van het domkapittel. Vijf leden van het hertogelijk huis van Pommeren en acht bisschoppen werden in de kerk begraven.
De kerk werd oorspronkelijk in romaanse stijl gebouwd. In de jaren 1180-1210 werd begonnen met het koor en rond 1250 voegde men het zuidelijk portaal met timpaan toe, dat de aanbidding van het Lam voorstelt. In 1308 werd de nog niet voltooide kerk door het leger van Brandenburg verwoest. De bouw van de basiliek werd vervolgens in gotische stijl voortgezet. Na 1310 werd het klooster op de noordelijke zijde aangebouwd en in de jaren 1325-1350 volgden de ruimten in de oostelijke vleugel van de kathedraal, waar later het archief met de ooit zo rijke domschat werd ondergebracht.
De muurschilderingen in de gewelven van het presbyterium en de apsissen ontstonden in het begin van de 14e eeuw. Tegelijkertijd werd op de oorspronkelijk romaanse bouw de gotische kerktoren en het lectorium voor het kerkschip gebouwd. De kerk werd voorzien van altaren, een koorgestoelte, een granieten doopvont en een grote crucifix (nu in het Nationaal Museum in Szczecin). Al in 1382 verscheen er voor het eerst een orgel in de kerk. In 1419 kwam naast het zuidelijke zijbeuk de Lepel-kapel tot stand. Het hoofdaltaar werd in 1480 gebouwd.
In 1535 bereikte de Reformatie Cammin. De dom werd een luthers godshuis en zou dat tot 1945 blijven. Tijdens de Dertigjarige Oorlog werd het interieur van de kerk verwoest en stortte de toren in. Ernst Bogislaw von Croÿ, de protestantse bisschop van Cammin en stadhouder van Achter-Pommeren, maakte in de tweede helft van de 17e eeuw de nieuwe, barokke herinrichting van de kerk mogelijk.
Bij een renovatie van de kerk in 1855 verving een nieuwe klokkentoren in neogotische stijl de in 1802 gesloopte gotische toren. Tijdens de restauratie van 1934 kreeg de toren het huidige aanzien. In de jaren 1960 werd de kathedraal gerenoveerd en aan de eisen van een katholiek kerkgebouw aangepast. Vanaf 1972 werd de kerk de zetel van het bisdom Szczecin-Kamień, dat in 1992 tot aartsbisdom werd verheven.

## Beschrijving kerkgebouw
De kathedraal betreft een romaans-gotisch bouwwerk van baksteen. De driebeukige basiliek heeft een middenbeuk die door slanke, 16 meter hoge zuilen wordt ondersteund. Het koor draagt kenmerken van de romaanse en neogotische stijl. Het onderste deel van de noordmuur van het transept met zijn rongboogportaal is van graniet en wordt gedateerd op de 12e eeuw. De dom heeft een kruisvormige plattegrond en bezit op het zuiden een rijk versierde gevel in gotische stijl.

## Inrichting

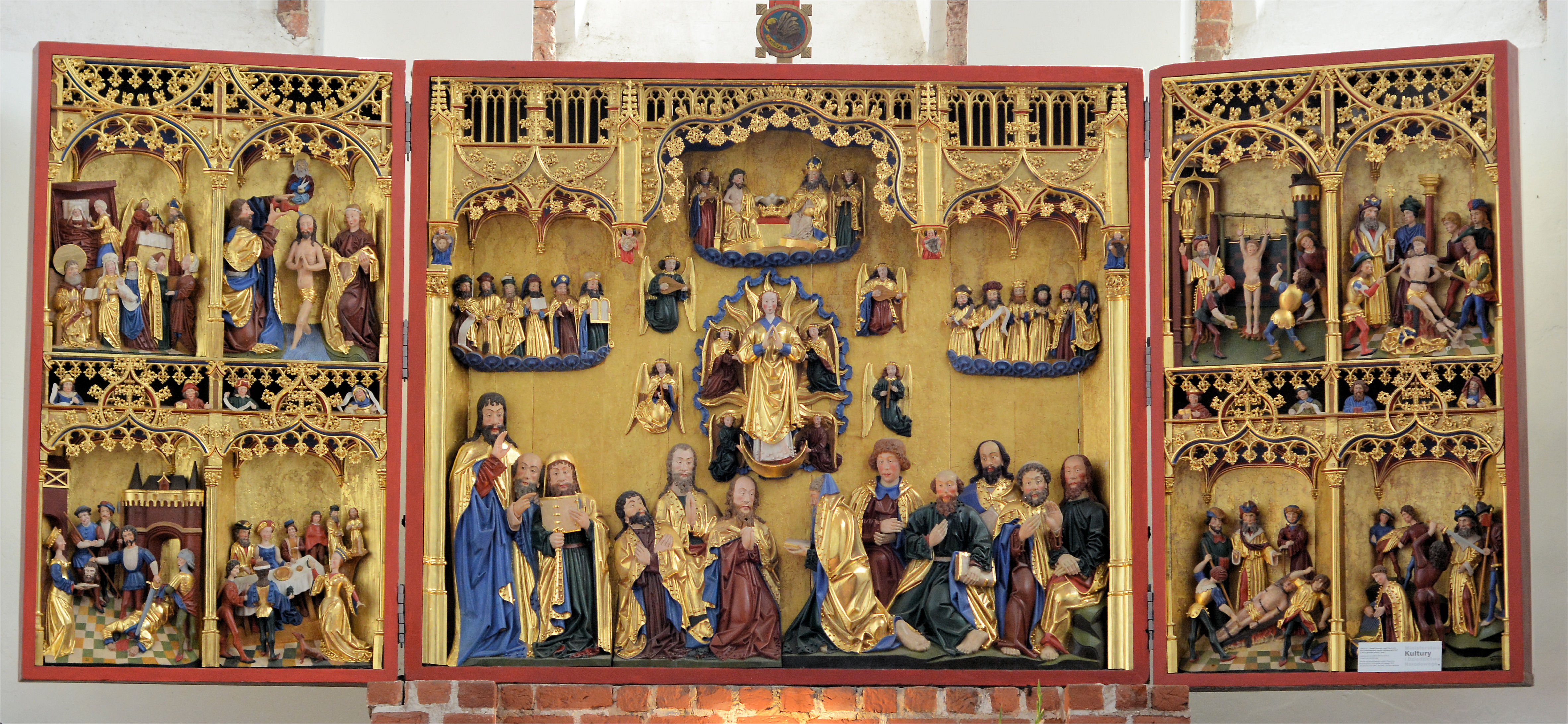
hoofdaltaar

Vermeldenswaardig is het barokke interieur uit de 17e eeuw, een schenking van Ernst Bogislaw von Croÿ, en de uit het jaar 1682 stammende barokke kansel. De gewelven bezitten middeleeuwse bloemmotieven. Het koor heeft muurschilderingen uit de 13e eeuw die de hof van Eden voorstellen. Het hoofdaltaar betreft een drieluik met voorstellingen van de Hemelvaart en Kroning van Maria en de marteling en onthoofding van Johannes. In een muurnis bevindt zich een middeleeuws tabernakel. Een barok koorhek uit 1684 scheidt het koor van het dwarsschip. In het kerkschip hangen links van het hoofdportaal werken van Lucas Cranach de Oude ("De weg naar Golgotha" en de "Kruisiging van Christus"). Aan de eerste zuil bevindt zich zuidelijk van het kerkschip een ets van Christus voor Pilatus van Rembrandt van Rijn.

### Cordulaschrijn
In 1945 ging de kerkschat van de dom geheel verloren. Terwijl men bezig was de schat in veiligheid te brengen voor het naderende oorlogsgeweld, kwam het transport ervan in een tankgevecht terecht. Onderdeel van de schat was de beroemde schrijn van de heilige Cordula, een 9e-eeuws kunstwerk uit Zuid-Zweden. De schrijn werd vernietigd of verdween spoorloos. Oorspronkelijk werd de schrijn waarschijnlijk in opdracht van de Deense koning Sven Gaffelbaard als juwelenkistje voor zijn vrouw gemaakt. Het bestond uit 22 ivoren platen met dierenmotieven en bandpatronen. Mogelijk werd het kistje geschonken aan het bisdom Cammin, dat sinds de 13e/14e eeuw het als een reliekschrijn begon te gebruiken. In de schrijn werd het bovenste deel van de schedel van Sint-Cordula bewaard. Kopieën van de schrijn bevinden zich in de musea van Mainz en Greifswald. In de schatkamer worden tegenwoordig zilveren kelken, munten en paramenten tentoongesteld.

### Orgel
Het 13 bij 9 meter grote orgel van de kathedraal was een onderdeel van de schenking van de stadhouder Ernst Bogislaw von Croÿ. Hij zou er 4000 daalders voor hebben betaald, een bedrag dat overeenkwam met 90 kg puur zilver. Zowel het oorspronkelijke klankconcept als de opbouw en de vormgeving van de orgelkas werden door het Stellwagen-orgel van de Mariakerk in Stralsund beïnvloed.
In 1669 werd begonnen met de bouw door Friedrich Breyer. De opdracht ging in 1670 over op Michael Berigel, een schoonzoon van de orgelbouwer Friedrich Stellwagen. Het orgel werd in 1672 voltooid en het eerste concert vond op de eerste adventszondag in hetzelfde jaar plaats. De beelden van Johann Grundman uit Frankfurt aan de Oder werden pas in 1683 op de sokkels geplaatst. In hetzelfde jaar kreeg de schilder Johann Schmidt uit Stargard de opdracht om de orgelkas te vergulden en te verzilveren. Na de dood van Ernst Bogislaw von Croÿ werd in 1692 diens afbeelding aan de console van het orgel aangebracht.
In 1726 vond een renovatie van het orgel plaats en er volgden later meerdere renovaties. In 1888 verving Barnim Grüneberg het oude instrument door nieuwbouw met 44 registers. Wegens het uitbreken van de Tweede Wereldoorlog werd een verbouwingsplan afgeblazen. Toen in 1945 het oorlogsfront met de Russen richting Cammin schoof, mislukte de geplande ontmanteling van het orgel om het te evacueren naar veiliger oorden in het Duitse Rijk. Het orgel werd daarna gedeeltelijk verwoest; de muzikale elementen zelfs voor 90% vernietigd.
Na het einde van de Tweede Wereldoorlog werd het instrument herbouwd. De ontbrekende pijpen werden weer aangevuld. In 1967 en 2004 werd het orgel opnieuw verbouwd. Bij de verbouwing van 2004 werd de behuizing van het orgel beschadigd en een modern instrument op een stalen draagconstructie achter het orgelfront geplaatst.

## Afbeeldingen

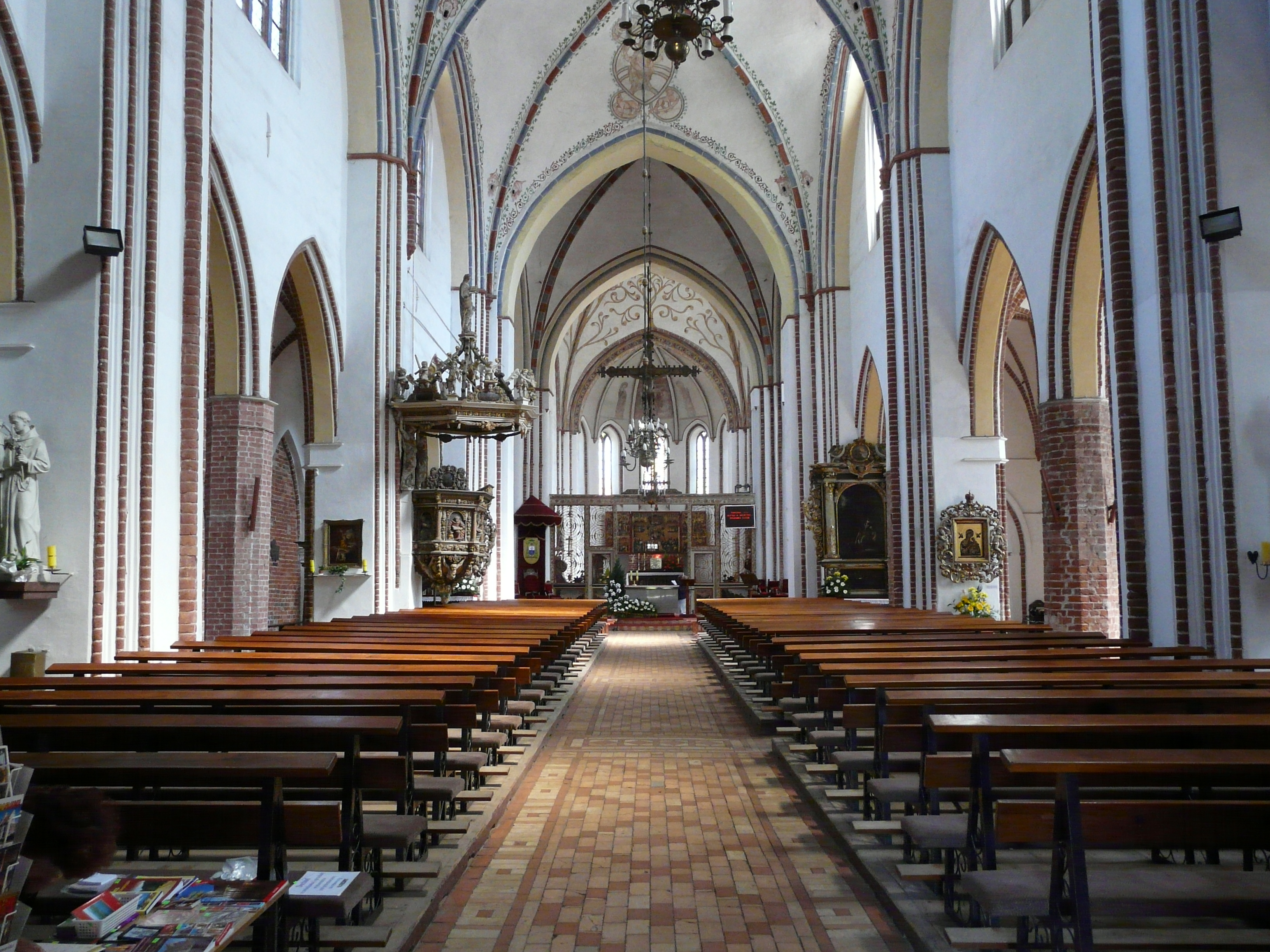
Overzicht
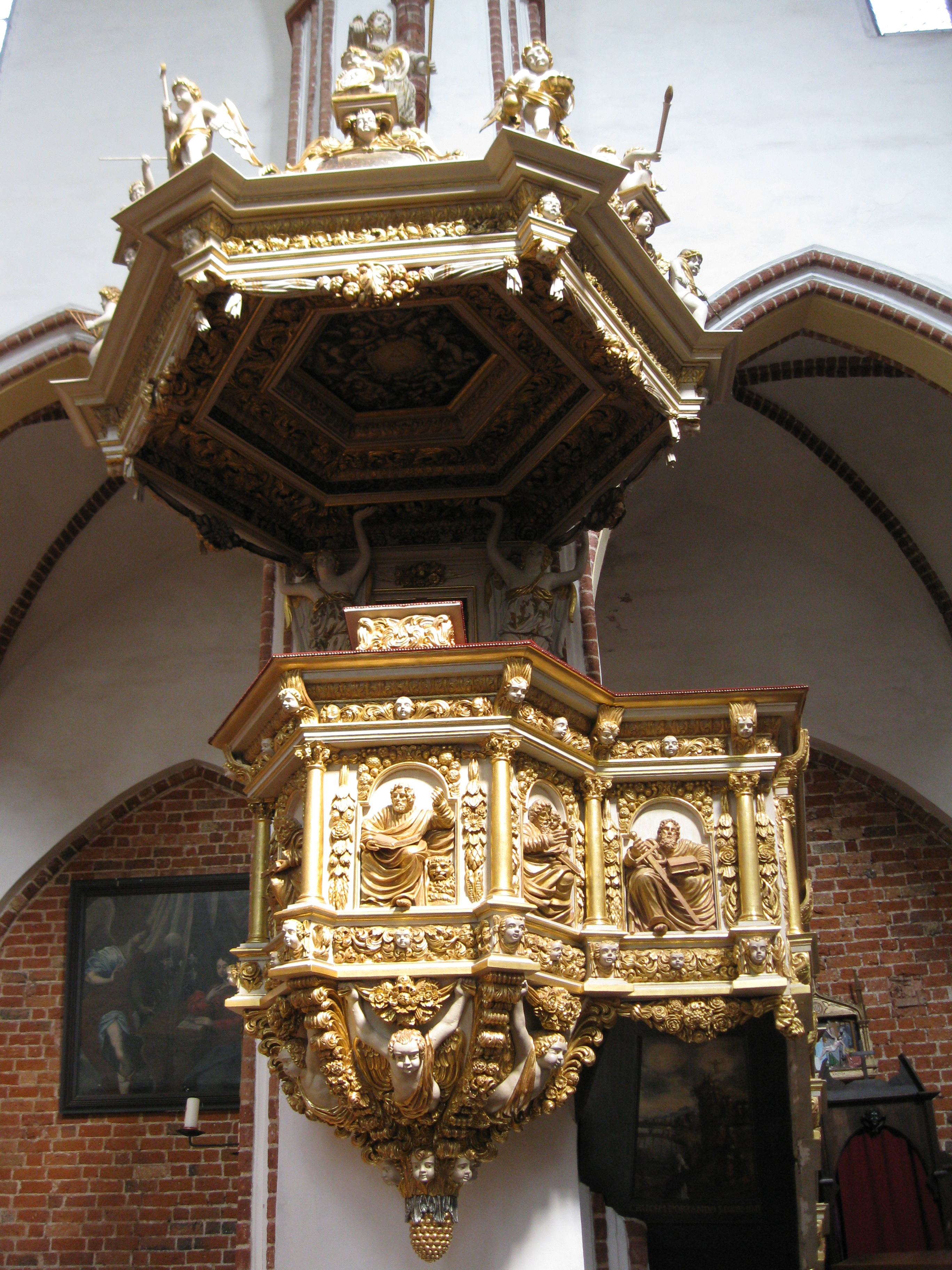
Preekstoel
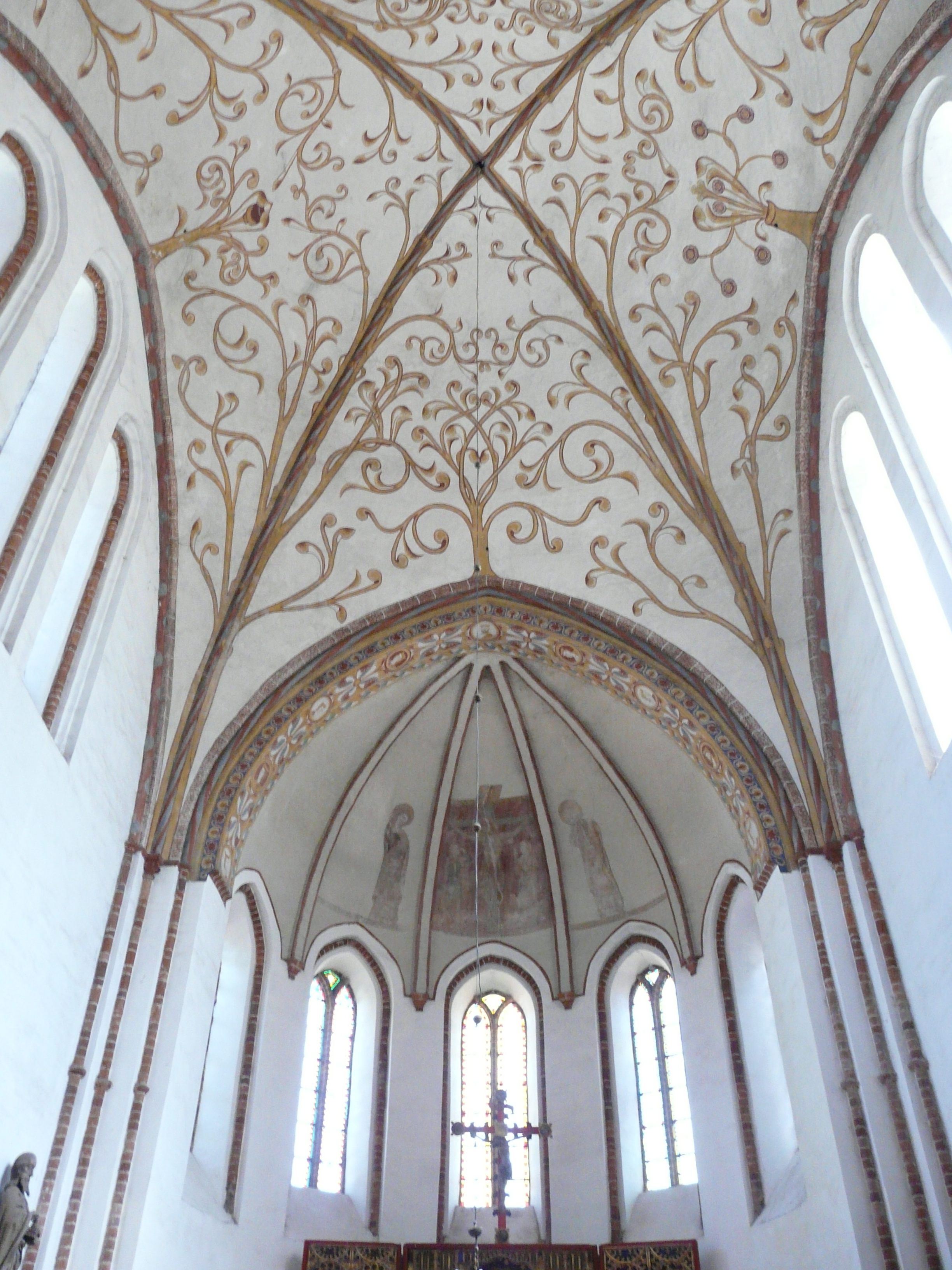
Beschildering gewelf
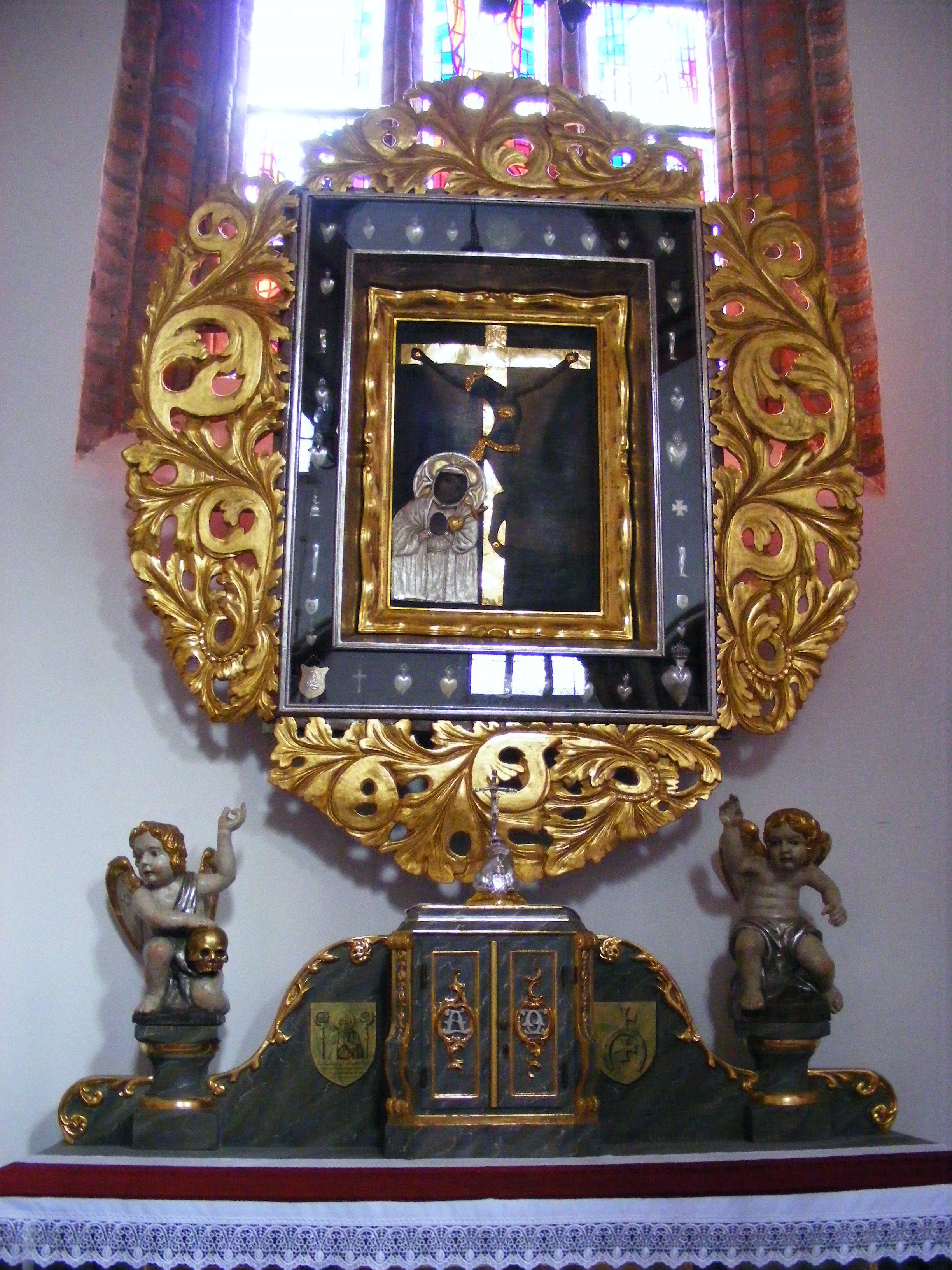
Nevenaltaar
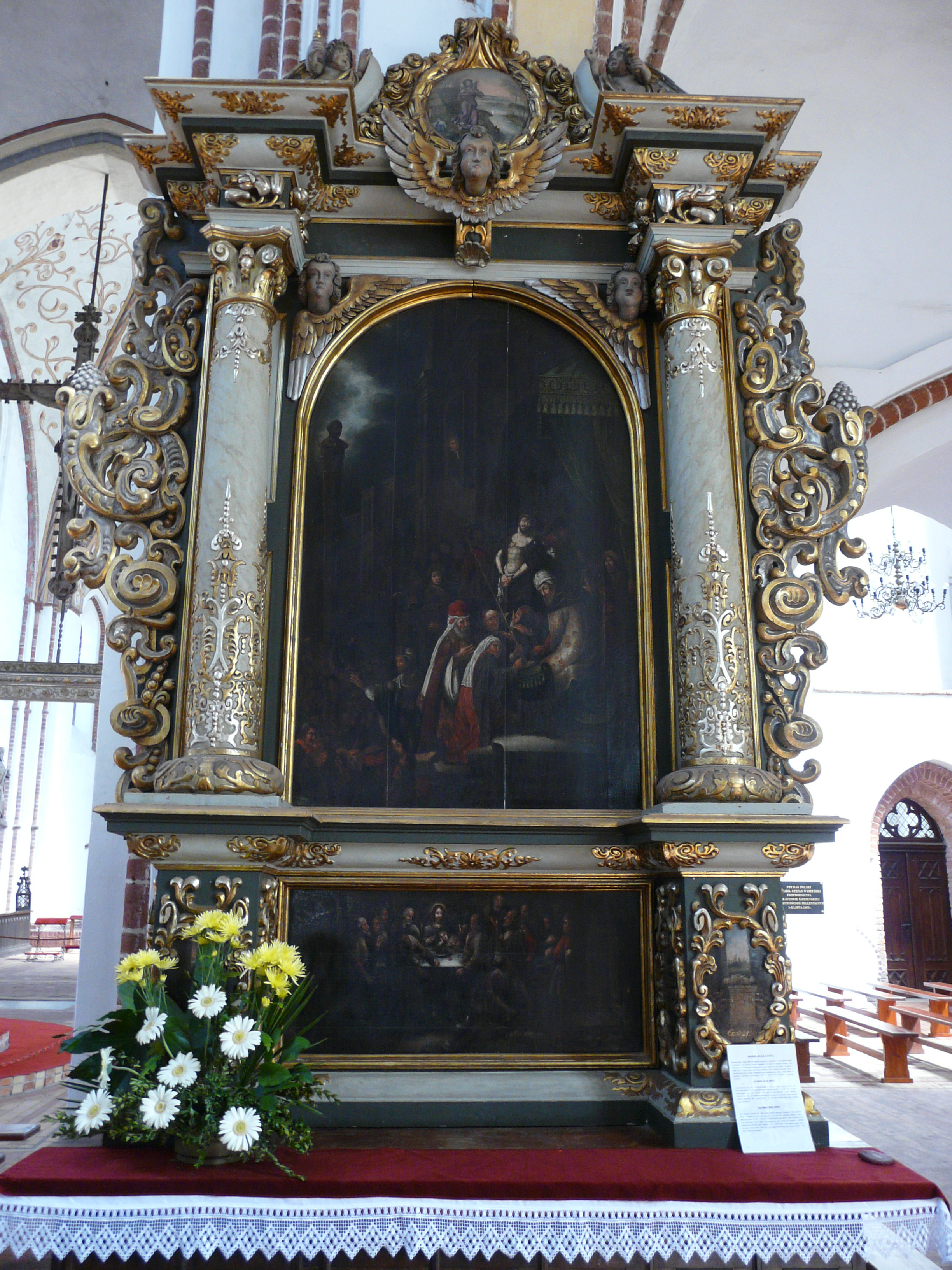
Nevenaltaar
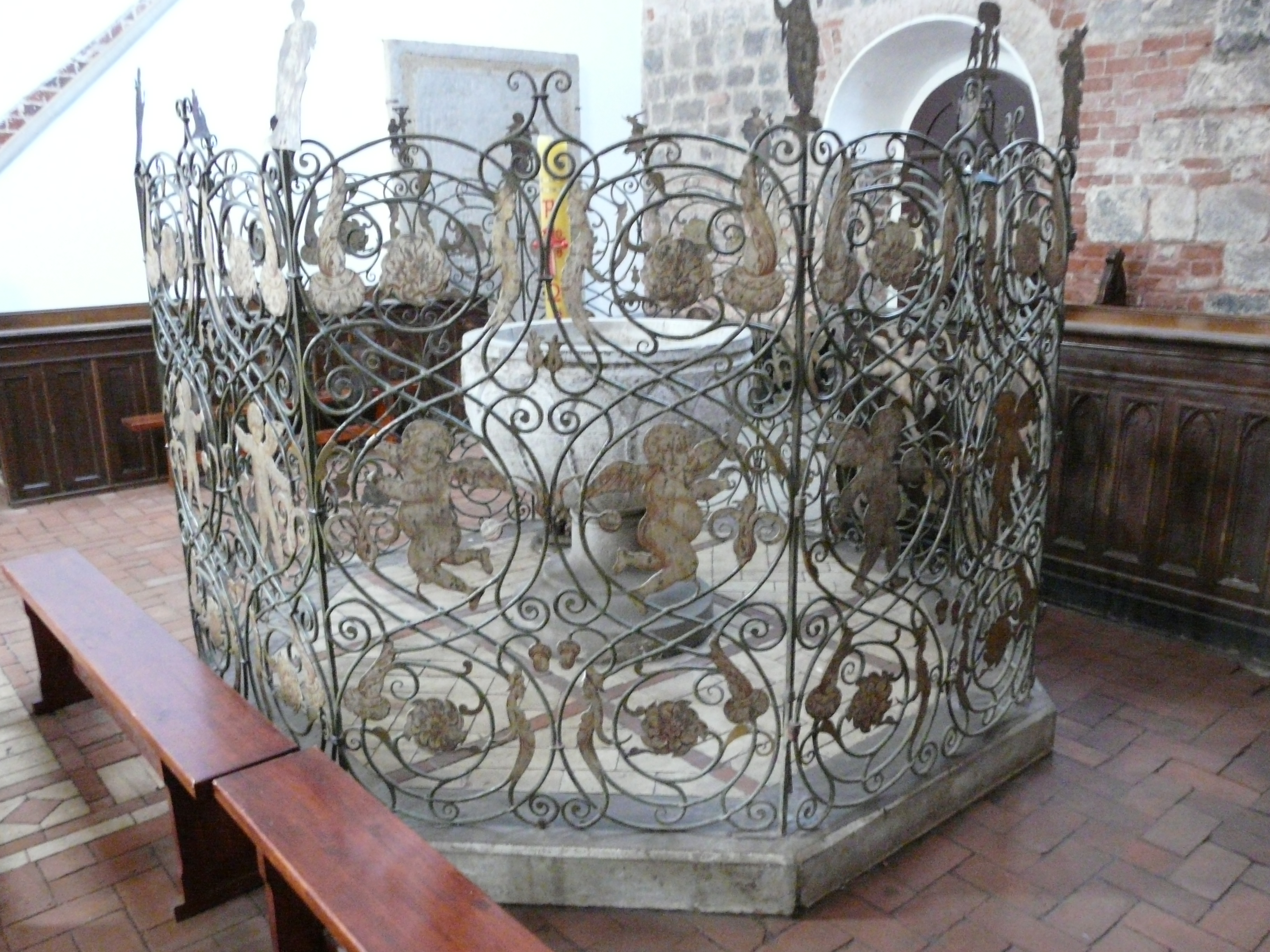
Doopkapel